# Myrichthys magnificus
Myrichthys magnificus är en fiskart som först beskrevs av Abbott, 1860.  Myrichthys magnificus ingår i släktet Myrichthys och familjen Ophichthidae. Inga underarter finns listade i Catalogue of Life.